# The Stanley Parable
The Stanley Parable é uma modificação de ficção interativa construída sobre o motor de jogo Source, desenvolvido por Davey Wreden e lançado em julho de 2011. Uma versão remasterizada em alta definição, incluindo novos elementos de história, foi desenvolvida por Wreden e o modelador William Pugh sobre o nome da equipe de desenvolvimento Galactic Cafe.
Uma remasterização do jogo foi anunciada e aprovada através da Steam Greenlight em 2012, foi lançada em outubro de 2013 para Microsoft Windows.

## Jogabilidade e enredo
O jogo é apresentado ao jogador na perspectiva em primeira pessoa. O jogador pode se movimentar e interagir com determinados elementos presentes no ambiente, tais interações são simples ações como apertar botões ou abrir portas, porém não existem outros controles além destes.
A história é apresentada para o jogador por meio da voz de um narrador (que também é personagem da história), ele explica que o protagonista, chamado Stanley, trabalha em um prédio de escritórios e é encarregado de monitorar os dados que surgem na tela de um computador e pressionar os botões apropriados. Um certo dia o computador parou de enviar informações. Stanley, sem saber o que fazer, começa a explorar o edifício e logo nota que ele está praticamente sem nenhum sinal de vida.

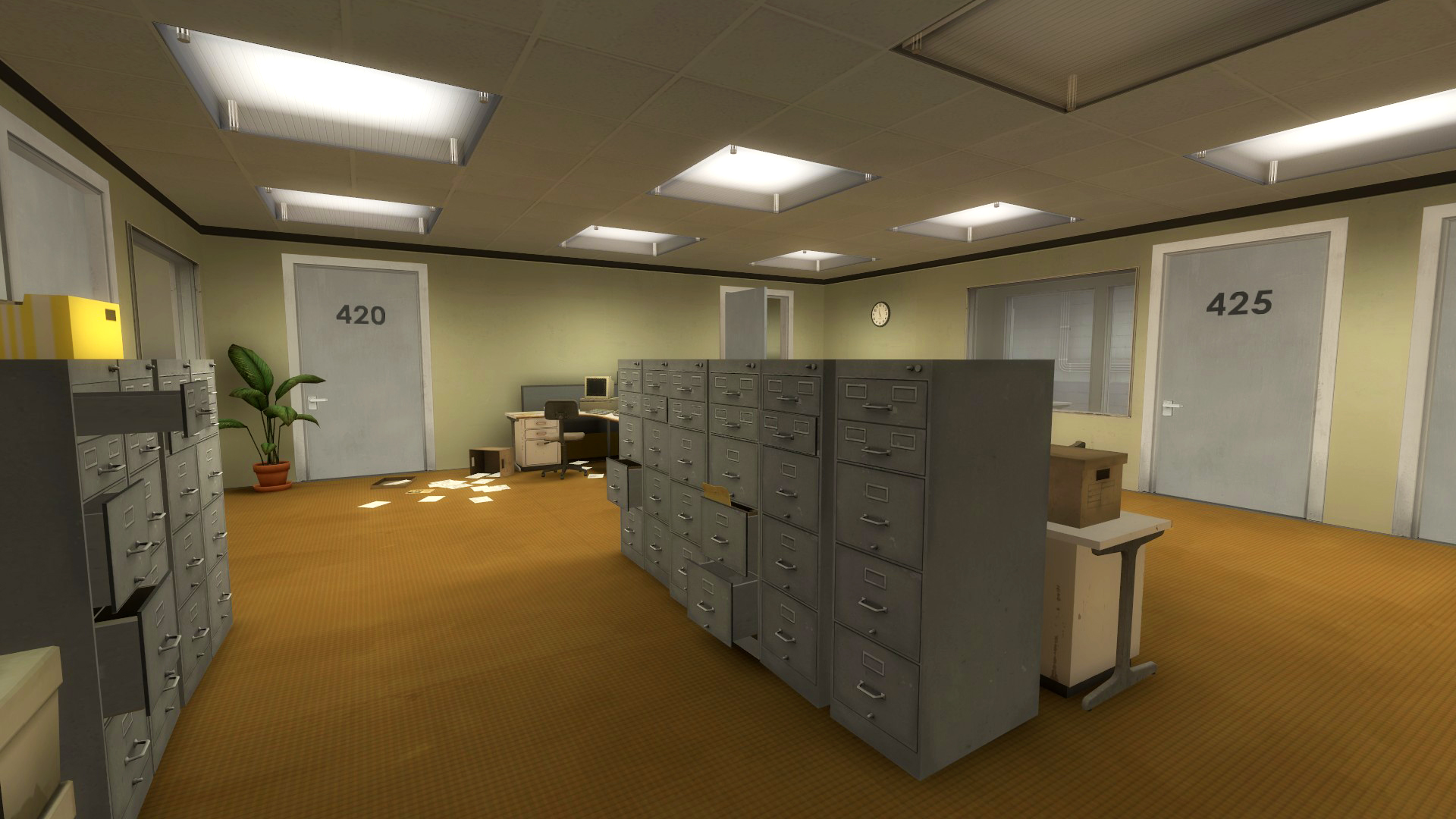
A história começa em um escritório (supostamente) abandonado às pressas

Nesta fase, a história se divide em inúmeras possibilidades, todas elas são baseadas nas escolhas que o jogador decide tomar. O narrador continua a história, porém quando o jogador entra em uma área onde é necessária fazer uma escolha, o narrador sempre irá sugerir à Stanley qual delas ele deve escolher. O jogador também pode optar por escolher algo contra a escolha do narrador, e este vai reagir forçando a narração para explicar essa nova decisão que pode fazer o jogador retornar ao ponto em que tinha que fazer as escolhas anteriores ou criar toda uma nova narração. Por exemplo, a primeira escolha que o jogador faz no jogo é em uma sala com duas portas abertas, com o narrador afirmando que Stanley escolheu a porta da esquerda; O jogador pode optar por seguir esta narração, o que mantém a história do jogo linear, ou pode escolher ir pela porta direita, o que torna o narrador irritado e faz de tudo para que o jogador retorne e vá pelo caminho "designado". Por conta disso, grande parte da história é considerada instigante sobre a natureza da escolha e decisões. A narração também quebra a quarta parede em diversas ocasiões ao lidar com as decisões do jogador, principalmente quando elas são contrárias as do mesmo.
Existe um total de seis finais na modificação original, Wreden afirmou que seria necessário cerca de uma hora para que o jogador experimentasse todos eles. O remake não altera a jogabilidade fundamental ou mesmo a narrativa inicial e, para além dos seis finais originais, acrescenta mais alguns finais possíveis e secções projetadas em torno deste aspecto de escolhas.

## Desenvolvimento

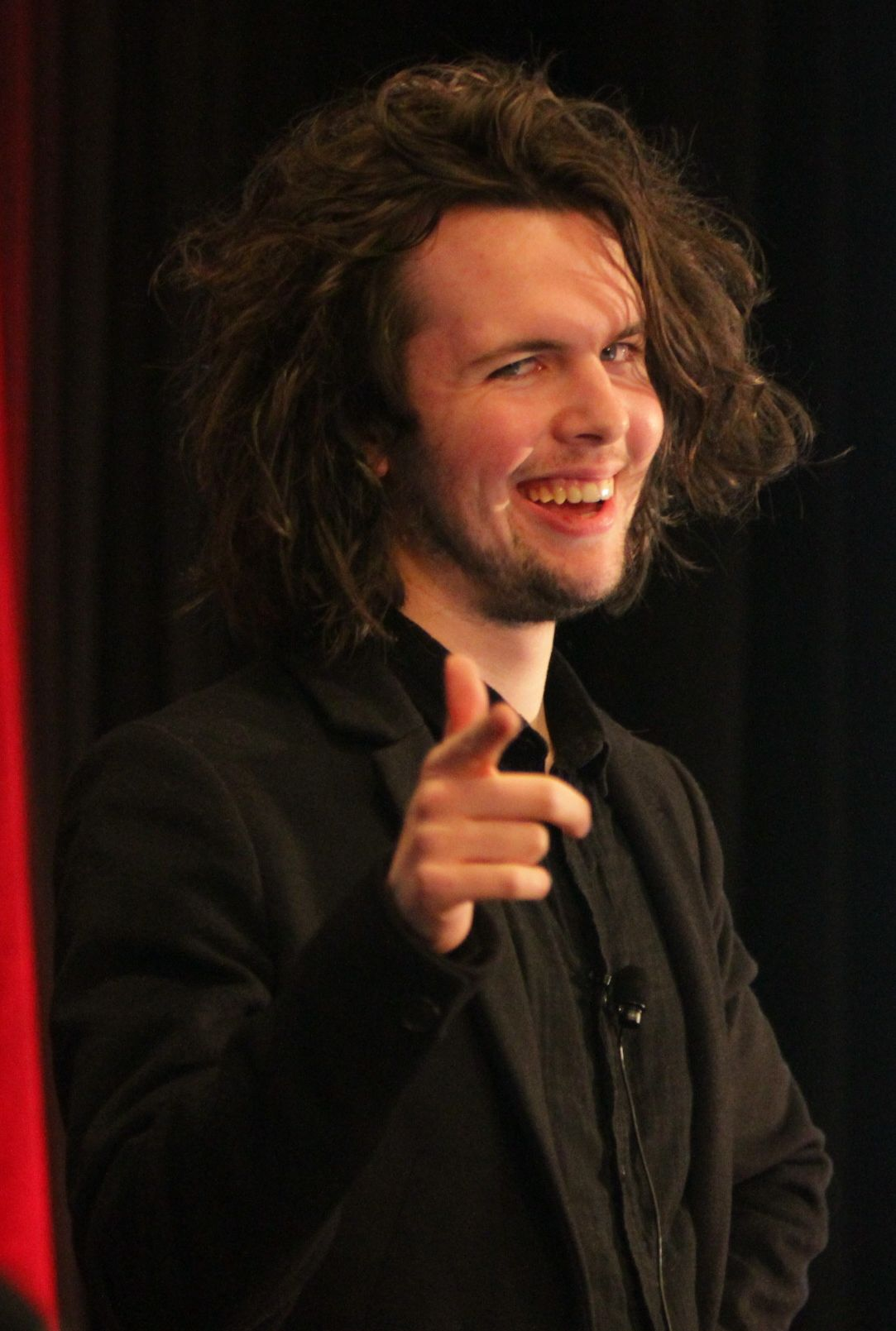
William Pugh na Conferência de Desenvolvedores de Jogos em 2015

Davey Wreden, que tinha 22 anos de idade na época do lançamento da modificação, se inspirou para criar The Stanley Parable cerca de três anos antes, depois de ter visto bastante o modo de narrativa tipicamente empregado pelos videogames, e pensou no que poderia acontecer se o jogador fosse contra a narração. Wrenden também viu isso como meio para sua carreira planejada como um desenvolver de jogos. Como um jogador de videogames, Wreden descobriu que a maioria dos grandes jogos triplo-A  atualmente fazem inúmeras suposições sobre a experiência do jogador dentro do jogo, e não fornecem resposta para perguntas do tipo "e se" que o jogador pudesse considerar. Wreden considerou que os jogos recentes com histórias mais envolventes ou instigantes, incluindo a série Metal Gear Solid, Half-Life 2, Portal, Braid e BioShock, começaram a abordar este vazio, dando razões para o jogador parar e pensar sobre a narração ao invés de simplesmente fazer movimentos. Apesar de sua intenção inicial ter sido um projeto pessoal simplesmente para tentar criar tal jogo que fizesse as perguntas sobre o por que das pessoas jogarem videogame, ele descobriu que haviam outros jogadores que já tinham considerado fazer os mesmos tipos de pergunta. Então ele começou a desenvolver um jogo que fosse um objeto de discussões para os jogadores depois que eles o completassem.

## Recepção

### Modificação
Após duas semanas depois do seu lançamento, a modificação foi baixada mais de 90.000 vezes. As respostas das maioria dos jogadores foram positivas, e Wreden tornou-se bastante popular entre os jogadores hardcore.
A modificação The Stanley Parable foi elogiada por jornalistas que a descreveram como um instigante jogo e por ser altamente experimental, levando apenas um curto período de tempo para que os jogadores vivessem a experiência. Muitos jornalistas incentivaram os jogadores a experimentar o jogo, desejando para que evitassem spoilers capazes de impactar a experiência do jogador, e para oferecer as discussões sobre o jogo dentro de fóruns dos seus sites. O trabalho de voz de Kevan Brighting foi considerado um elemento forte, proporcionando um humor britânico seco diretamente na narração complexa. Alex Aagaard do What Culture acredita que The Stanley Parable "será considerado como um dos jogos mais pioneiros de todos os tempos" pela transição dos jogos eletrônicos para uma forma de arte legítima e respeitada.
O jogo foi listado como uma menção honrosa para o Seumas McNally Grand Prize no prêmio de "Excelência em Narrativa" na 15ª edição anual do Independent Games Festival. The Stanley Parable também recebeu o prêmio de "Reconhecimento Especial" no IndieCade 2012.

### Remasterização
A remasterização stand-alone recebeu aclamação pela crítica. Em 15 de novembro de 2013, o jogo manteve uma pontuação de 88/100 no Metacritic baseada em 45 avaliações de críticas. A revista Forbes listou Wreden em 2013 como um dos 30 líderes no "30 Under 30" sobre jogos pelo sucesso e comercialização de The Stanley Parable. Por seu trabalho no jogo, William Pugh foi nomeado como uma das 18 "Descobertas Britânicas" para o BAFTA em 2014.
Brenna Hillier do VG247 opinou sobre como o jogo stand-alone destaca os problemas atuais da narrativa dos jogos, e que "as limitações da narrativa de jogos tradicionais devem ser usadas para expôr [os jogos] implacavelmente em suas próprias falhas". Ashton Raze do The Telegraph considerou que o jogo "oferece... uma olhada, não uma crítica... à natureza de construção narrativa" que pode ser um fator em outros jogos. O remake ganhou o Audience Award e foi indicado nas categorias de "Excelência em Narrativa" e "Excelência em Áudio", juntamente para ser indicado como finalista do Seumas McNally Grand Prize e do Independent Games Festival em 2014. O jogo foi indicado para os prêmios de "Melhor História", "Melhor Jogo da Estratégia" e "Jogo Inovador" no BAFTA Video Game Awards, enquanto o desempenho de Kevan Brighting foi indicado para o prêmio "Performance".
Wreden informou que mais de 100.000 vendas foram efetuadas nos primeiros três dias após ter o jogo ter ficado disponível; o que é muito mais receita do que esperava, considerando que as vendas destes três primeiros dias seria suficiente para lhe permitir viver confortavelmente e tornar-se um desenvolvedor em tempo integral nos próximos cinco anos. Em outubro de 2014, o jogo passou da marca de um milhão de vendas. Wreden lançou um patch para a versão independente para substituir algumas imagens utilizadas em um vídeo instrutivo no estilo dos anos 50 (exibido em determinada parte da história) que alguns jogadores acharam racialmente ofensivo.
Em maio de 2014, um pacote trazendo a voz do narrador do jogo foi liberado para o multiplayer online battle arena, Dota 2.
Seguindo a remasterização, Wreden começou a desenvolver seu próximo jogo, The Beginner's Guide, que foi lançado em outubro de 2015, enquanto Pugh começava os projetos em seu estúdio de jogos independentes, Crows Crows Crows. O jogo que estrou as atividades do estúdio foi Dr. Langeskov, The Tiger, and The Terribly Cursed Emerald: A Whirlwind Heist, lançado em dezembro de 2015.

### Cultura popular
The Stanley Parable aparece durante um episódio da terceira temporada de House of Cards, nele o presidente Frank Underwood utiliza a natureza enigmática do jogo como uma metáfora para a condição atual da política na ficção da série.